# Peter Bartlett
Peter Bartlett (Chicago, 28 agosto 1942) è un attore statunitense, attivo in campo teatrale, televisivo e cinematografico.

## Biografia
Noto soprattutto come interprete di musical, Peter Bartlett ha fatto il suo debutto a Broadway nel 1969 nella commedia di John Osborne A Patriot for Me. Da allora ha recitato in una dozzina di opere teatrali e musical a Broadway, tra cui La bella e la bestia (1995), The Frogs (2004), Something Rotten! (2015) e She Loves Me (2016). Nel 1999 è stato candidato al Drama Desk Award al miglior attore non protagonista in un'opera teatrale per The Most Fabulous Story Ever Told nel 1999.
Nel corso della sua carriera ha recitato anche in alcuni film, tra cui Jeffrey e Ti presento i miei, e diverse serie televisive, tra cui Law & Order, Ed e The Big C. Sul piccolo schermo è noto soprattutto per il suo ruolo di Nigel Bartholomew-Smythe nella soap opera Una vita da vivere, che ha ricoperto per quasi centocinquanta episodi tra il 1991 al 2013. Nel 2009 ha prestato la voce al personaggio di Lawrence nel film d'animazione La principessa e il ranocchio.
Bartlett è dichiaratamente gay.

## Filmografia

### Cinema
- Jeffrey, regia di Christopher Ashley (1995)
- Ti presento i miei (Meet the Parents), regia di Jay Roach (2000)
- The Producers - Una gaia commedia neonazista (The Producers), regia di Susan Stroman (2005)

### Televisione
- Una vita da vivere (One Life to Live) – soap opera, 149 puntate (1993-2011)
- Cosby indaga (The Cosby Mysteries) – serie TV, 1 episodio (1994)
- Law & Order - I due volti della giustizia (Law & Order) – serie TV, 1 episodio (1999)
- Ed – serie TV, 1 episodio (2001)
- Law & Order: Criminal Intent – serie TV, 1 episodio (2001)
- The Big C – serie TV, 1 episodio (2013)
- Only Murders in the Building – serie TV, episodio 3x06 (2023)

### Doppiaggio
- La principessa e il ranocchio (The Princess and the Frog), regia di John Musker e Ron Clements (2009)

## Doppiatori italiani
Nelle versioni in italiana delle opere in cui ha recitato, Peter Bertlett è stato doppiato da:
- Luca Dal Fabbro in Only Murders in the Building
- Franco Zucca in La principessa e il ranocchio